# Soy (revista)
Soy es un suplemento del diario argentino Página/12 (de Buenos Aires) dedicado a la temática de la diversidad sexual. Se publica todos los viernes.
El suplemento pretende integrar al colectivo LGBT (lesbianas, gais, bisexuales y transexuales) en la sociedad, colaborando con la visibilidad de sus problemáticas y dando a conocer sus creaciones artísticas. La publicación incluye varias columnas, entrevistas, agenda, convocatorias de los diferentes movimientos y cartas escritas por los lectores.
El suplemento está principalmente dirigido a gais, lesbianas, bisexuales y travestis. Su primera publicación salió a las calles el día viernes 14 de marzo de 2008.
En noviembre de 2008, el suplemento se hizo presente en la Marcha del Orgullo LGBT de Buenos Aires, acompañando la manifestación con un camión desde donde se repartieron ejemplares gratuitos de SOY.
En diciembre de 2008, el INADI (Instituto Nacional contra la Discriminación, la Xenofobia y el Racismo) le otorgó al diario Página/12 el «premio Inadi a las buenas prácticas contra la discriminación 2008» por el suplemento Soy. El premio fue entregado por María José Lubertino, la titular del Inadi.
Los premiados fueron elegidos a través de una convocatoria abierta, realizada desde la página web de esa institución.